# IC 2655
IC 2655 је галаксија у сазвјежђу Лав која се налази на листи објеката дубоког неба у Индекс каталогу.
Деклинација објекта је + 12° 9' 52" а ректасцензија 11h 15m 5,2s. Привидна величина (магнитуда) објекта IC 2655 износи 15,5 а фотографска магнитуда 16,5.